# ركين هندي قصير الذيل
ركين هندي قصير الذيل (باللاتينية: Nesokia indica) هو نوع من القوارض من فصيلة الفأريات. يتواجد في أفغانستان، بنغلاديش، الصين، مصر، الهند، إيران، العراق، فلسطين، باكستان، السعودية، سورية، طاجكستان، تركمانستان، و اوزباكستان. موئله الطبيعي هو أراضي الشجيرات المعتدلة.